# Pala di Cafaggiolo
La Pala di Cafaggiolo è un dipinto a tempera su tavola (176x166 cm) di Alesso Baldovinetti, databile al 1454 circa. Realizzata per la villa medicea di Cafaggiolo, l'opera d'arte è attualmente conservata nella Galleria degli Uffizi a Firenze.

## Storia
Il dipinto proviene dalla villa di Cafaggiolo, dove probabilmente decorava la cappella che era stata ristrutturata da Michelozzo nel 1451. Venne commissionato forse da Piero de' Medici in occasione della nascita del secondogenito Giuliano: la presenza dei santi Giuliano e Lorenzo rimanderebbe infatti ai nomi dei figli.

## Descrizione e stile
L'opera si ispira chiaramente alla Pala di San Marco di Beato Angelico, con un'analoga disposizione dei santi, compresi i due inginocchiati lungo le diagonali prospettiche, e altri dettagli come il tappeto, il tendaggio appeso e il giardino che si intuisce dalle punte degli alberi che si vedono in alto.
Al centro sta la Vergine seduta su una sedia rinascimentale, adorante verso il Bambino in grembo. Da sinistra si vedono i santi Cosma e Damiano, protettori di casa Medici, Giovanni Battista, protettore di Firenze, Lorenzo con la graticola sulla dalmatica, Giuliano con la spada e Antonio Abate; in ginocchio, di grandezza leggermente sottostimata, si vedono i santi Francesco d'Assisi e Pietro martire inginocchiati.
Lo stesso formato quadrato si rifaceva all'Angelico ed era all'epoca all'avanguardia. Tra gli alberi spicca al centro la palma, simbolo del martirio di Cristo.